# Chocolate santafereño

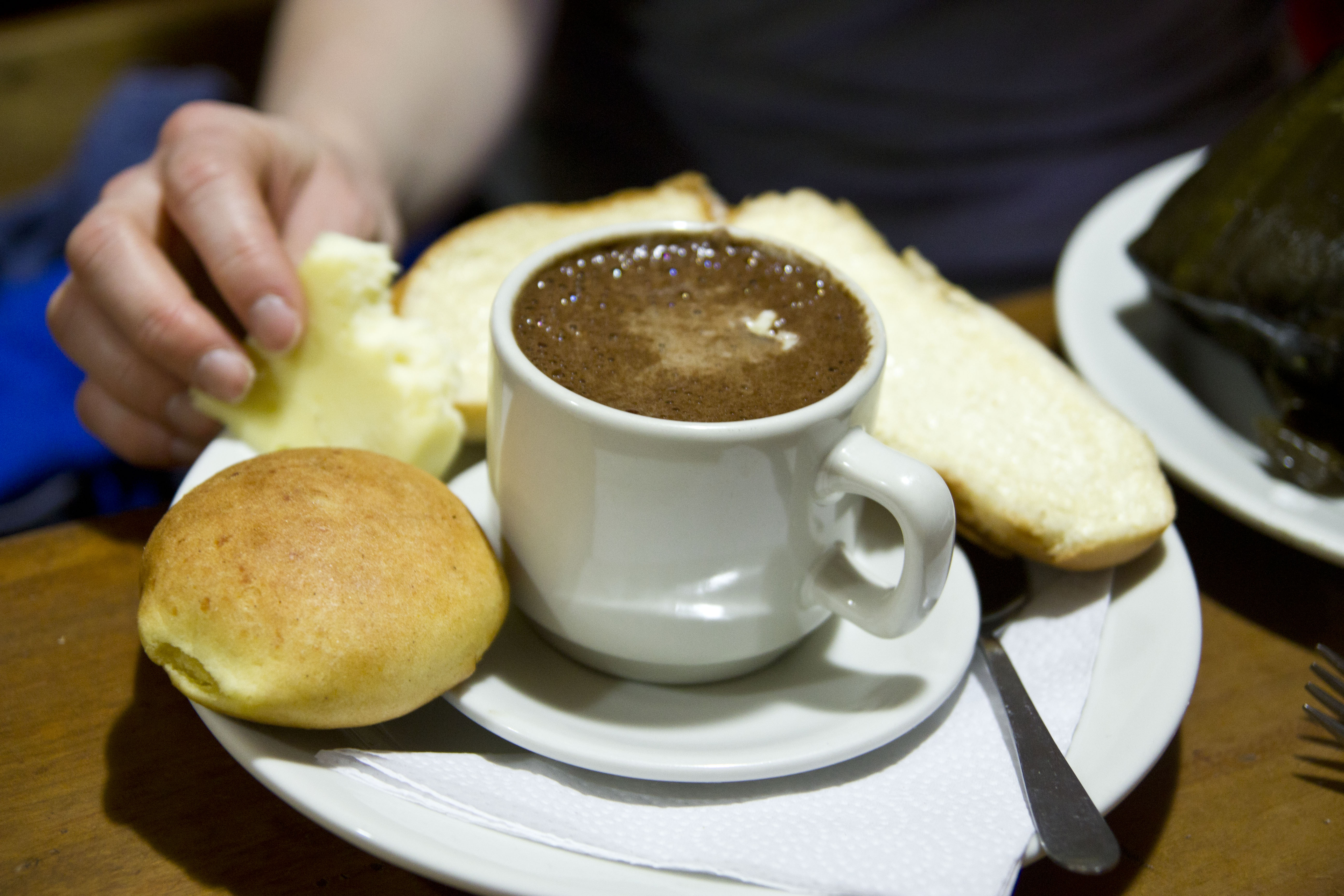
Chocolate santafereño

Chocolate Santafereño, también llamado chocolate completo, es una bebida caliente muy popular en Bogotá, la capital de Colombia, cuya tradición incluye sumergir pedazos de queso a la bebida para consumirse con una cuchara una vez el queso empiece a derretirse y a absorber el sabor del chocolate. Generalmente se sirve a la hora del desayuno o para las onces. Normalmente viene acompañado con queso y almojábanas o pan de queso. La versión tradicional bogotana se prepara con agua y/o leche, clavos y canela, siempre con mucha espuma. Hoy en día, al chocolate santafereño se le considera patrimonio inmaterial de Bogotá.

## Historia

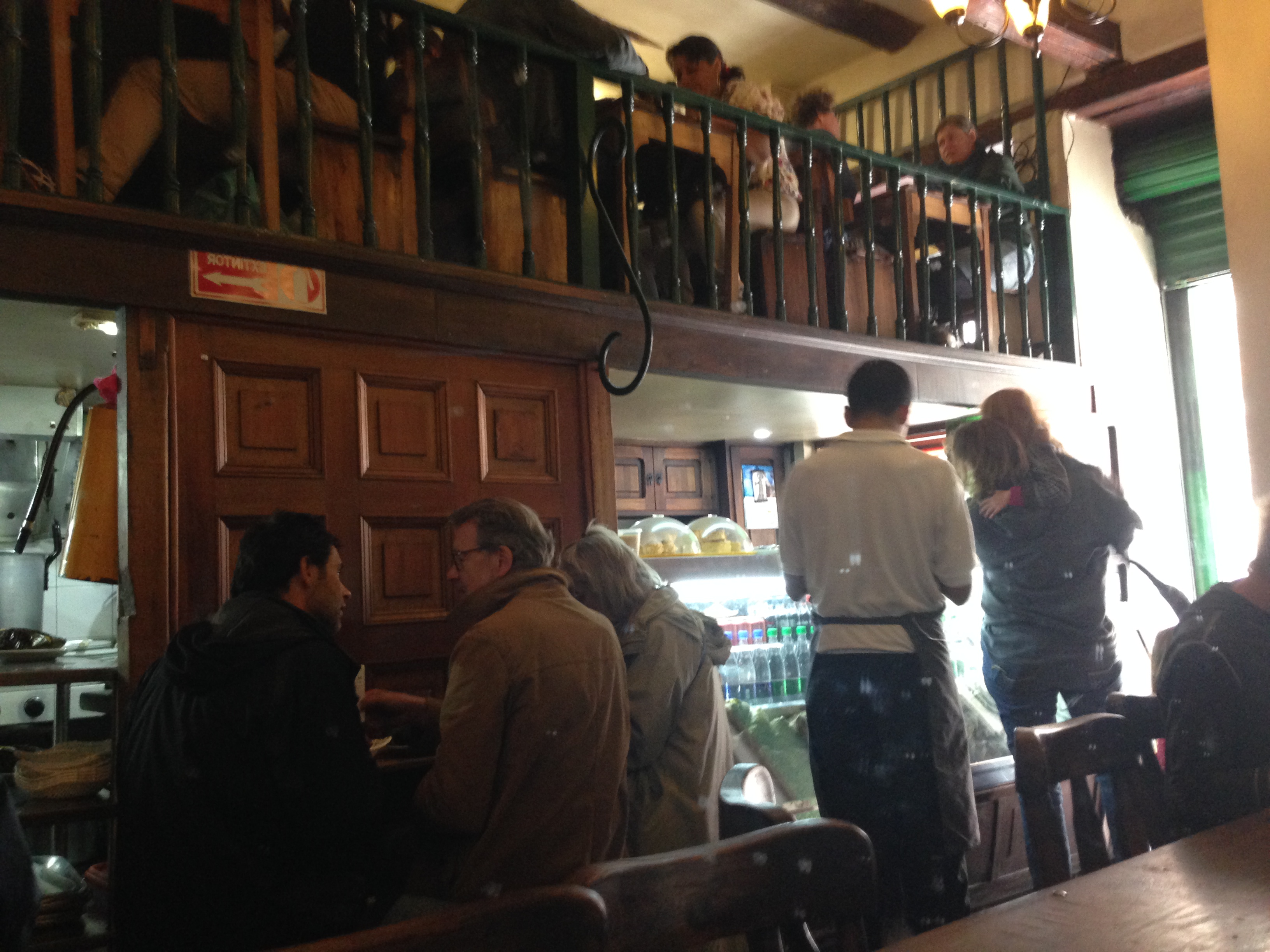
Casas de onces "La Puerta Falsa

En la Colombia del siglo XVIII ad portas de la independencia, la población del país estaba conformada por criollos que eran hijos de españoles e indígenas, mezcla que no solo trae consigo una nueva fisonomía, sino que creó nuevas tradiciones como el hábito de tomar chocolate, normalmente espeso y caliente.
Don José María Vergara Y Vergara en su libro Las Tres Tazas, narra la Bogotá del siglo XVIII en donde se cuenta cuando en 1813 el prócer de Colombia, Antonio Nariño, parte hacia el sur del país y por ese motivo Doña Tadea Lozano organiza una despedida en la que se sirve un chocolate, siendo su preparación todo un rito, en la que a la mezcla de cacao con canela aromática se le agrega vino para humedecer y se pone a reposar en arcones durante 8 años, con el peligro que su añejamiento no sea bueno. El día que se prepara se pone una pastilla en agua y con dos hervores para que se derrita, se bate con un molinillo y es solo hasta el tercer hervor para poder lograr esa espuma de bisos azules y dorados.
En el siglo XIX aparecen los salones de onces en la ciudad de Bogotá como "La Puerta Falsa" que abrió sus puertas en 1816 y que está ubicada sobre la calle 11 entre carreras 6 y 7. Alexandra Tolosa, Vivian Tolosa y Camila Tolosa, bisnietas de la nieta de la fundadora del lugar, cuenta que su preparación está compuesta por un chocolate preparado en agua, una almojábana, una porción de queso y pan con mantequilla. Según las hermanas, el chocolate tradicional no se prepara en leche sino en agua y que si uno pide un chocolate santafereño lo normal sería que lo prepararan en agua. Tras la muerte de la doña Lupe en el año 2005 se abrió "Mamá Lupe Tradición Santafereña" y en el 2008 "Antigua Santafé", luego entraría "Balcones de la Candelaria" y "La Puerta de la Tradición" negocios vecinos a "La Puerta Falsa". Todos estos salones de once han tenido administraciones que pasan de generación en generación, lo que significa que la configuración de sus recetas es diferente. Otros salones de onces famosos son "La Florida" y "Salerno", cada uno con sus recetas particulares para la elaboración del chocolate santafereño.

## Etimología
Se le conoce como chocolate "santafereño" debido al nombre antiguo de la ciudad de Bogotá, que es Santafé de Bogotá.